# 沙寇锯鲨属
沙寇锯鲨属（学名：Sarcoprion）是旋齿鲨科的一属。

## 下属物种
本属包括以下物种：
- Sarcoprion edax Nielsen, 1952，发现于格陵兰，二叠纪